# Abdul Wadud
Abdul Khabir Wadud (Cleveland (Ohio), 30 april 1947 – aldaar, 10 augustus 2022) was een Amerikaanse jazzcellist van de avant-garde jazz.

## Biografie
Abdul Wadud begon op 9-jarige leeftijd cello te spelen. Hij werd midden jaren 1970 bekend in het milieu van de muzikanten-coöperatie Association for the Advancement of Creative Musicians. Hij werkte tijdens deze periode in het Human Arts Ensemble met Lester Bowie, Charles Bobo Shaw en Hamiet Bluiett, in de band van de saxofonist Frank Lowe (1974/1975), in het sextet van de trombonist George Lewis (1977/79) en met Arthur Blythe (1977/1978). Bovendien werkte hij langere tijd met de saxofonist Julius Hemphill, in wiens band hij in 1976 meewerkte bij de Wildflowers-Loft-Essions.
Wadud had, geïnspireerd door Eric Dolphy's samenwerking met Ron Carter, de cello gekozen als alternatief harmonie-instrument voor zijn verschillende projecten. Zo speelde hij met Wadud in 1976 in duet (Live in New York) en nam hij met hem in 1980 de Flat-Out Jump Suite op. Tijdens de jaren 1980 speelde Wadud in het orkest van Muhal Richard Abrams, in duet met de violist Leroy Jenkins, in 1982 als trio met Anthony Davis en James Newton en midden jaren 1980 in Newtons octet, in 1985 in het Black Swan Quartet met Reggie Workman. In 1987 speelde hij met David Murray in diens drumloze kwartet The People's Choice een plaat in.
In 1990 was Wadud lid van het Dark Woods Ensemble van Marty Ehrlich, waarin Ehrlich probeerde aan te knopen aan Waduds duetten met Hemphill. In 1991 trad hij weer op met Hemphill in duet en trio (Live from the New Music Cafe). Wadud speelde in de loop van zijn carrière bovendien met Bobby McFerrin en John Purcell.
Abdul Wadud behoort volgens Joachim-Ernst Berendt tot de weinige jazzmuzikanten, die de cello naast de contrabas, als gelijkwaardig solo-instrument invoerden, zoals dat ook Diedre Murray en Hank Roberts deden.

## Discografie
- Abdul Wadud: By Myself (Bisharra, 1977)
- Muhal Richard Abrams: Rejoicing with the Light (Black Saint, 1983)
- Black Swan Quartet: Black Swan Quartet (minor music, 1985)
- Arthur Blythe: In Concert India Navigation, 1977; Lenox Avenue Breakdown (Columbia, 1978)
- Anthony Davis/James Newton/Abdul Wadud: I've Known Rivers (Gramavision, 1982)
- Marty Ehrlich: Emergency Peace (New World Records, 1990)
- Julius Hemphill: Flat-Out Jump Suite (Black Saint, 1980); `Coon Bid'Ness (Freedom, 1972–75)
- Leroy Jenkins: Straight Ahead/Free at Last (Red Records, 1979)
- George Lewis: Shadowgraph, 5 (Sextet) Black Saint, 1977; Homage to Charlie Parker (Black Saint, 1979)
- Frank Lowe: Fresh (Black Lion, 1974/75)
- James Newton Octet: Luella (Gramavision, 1983); Romance and Revolution Blue Note, 1985
- Charles Bob Shaw and the Human Arts Ensemble: Streets of St. Louis (Moers Music, 1974)